# La Nocle-Maulaix
La Nocle-Maulaix är en kommun i departementet Nièvre i regionen Bourgogne-Franche-Comté i de centrala delarna av Frankrike. Kommunen ligger i kantonen Fours som tillhör arrondissementet Château-Chinon (Ville). År 2022 hade La Nocle-Maulaix 270 invånare.

## Befolkningsutveckling
Antalet invånare i kommunen La Nocle-Maulaix
| Referens: INSEE |